# 세인트 존스 대학교

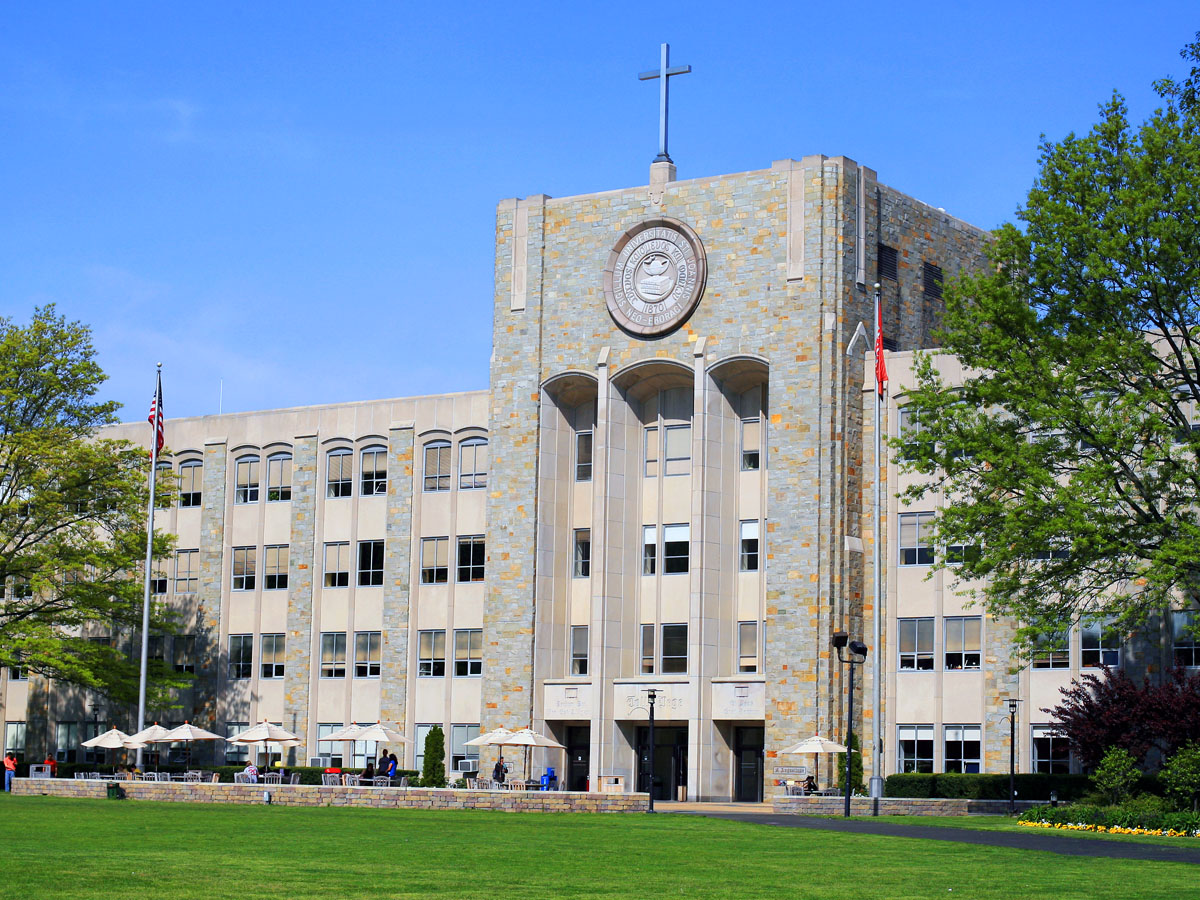
세인트 존스 대학교의 St. Augustine Hall

세인트 존스 대학교(St. John's University)는 미국 뉴욕에 위치한 기독교 계통 재단의 사립 대학교이다.